# Striamea gertschi
Espèce
Striamea gertschi est une espèce d'araignées mygalomorphes de la famille des Dipluridae.

## Distribution
Cette espèce est endémique du département de Magdalena en Colombie. Elle se rencontre dans la Sierra Nevada de Santa Marta vers 1 250 m d'altitude..

## Description
La carapace du mâle mesure 1,70 mm sur 1,44 mm et celle de la femelle 1,90 mm sur 1,52 mm.

## Étymologie
Cette espèce est nommée en l'honneur de Willis John Gertsch.

## Publication originale
- Raven, 1981 : Three new mygalomorph spiders (Dipluridae, Masteriinae) from Colombia. Bulletin of the American Museum of Natural History, vol. 170, p. 57-63 (texte intégral).